# Tatul Island
Tatul Island (englisch; bulgarisch остров Татул ostrow Tatul) ist eine dreieckige, 350 m lange und bis zu 200 m breite Insel vor der Nordküste von Robert Island im Archipel der Südlichen Shetlandinseln. Sie liegt 0,95 km westnordwestlich des Newell Point.
Bulgarische Wissenschaftler kartierten sie 2008. Die bulgarische Kommission für Antarktische Geographische Namen benannte sie im selben Jahr nach der Ortschaft Tatul in den bulgarischen Rhodopen.